# 산사나무속
산사나무속(Crataegus)은 배나무아과의 속으로, 사과같이 생긴 작은 열매가 열리는 관목으로 이루어져 있다. 종의 수는 분류하는 사람에 따라 200여개에서 1000여개 정도 된다. 산사나무(Crataegus pinnatifida)의 열매는 한약재로 쓴다.

## 한국의 종
- 이노리나무 Crataegus komarovii Sarg.
- 아광나무 Crataegus maximowiczii C.K.Schneid.
- 산사나무 Crataegus pinnatifida Bunge
  - 자작잎산사 Crataegus pinnatifida for. betulifolia Nakai ex Handb.
  - 일월산사나무 Crataegus pinnatifida for. bracteata Nakai
  - 털산사 Crataegus pinnatifida for. pilosa (C.K.Schneid.) Kitag.
  - 좁은잎산사 Crataegus pinnatifida for. psilosa (C.K.Schneid.) Kitag.
  - 넓은잎산사 Crataegus pinnatifida var. major N.E.Br.
  - 가새잎산사 Crataegus pinnatifida var. partita Nakai ex T.H.Chung
- 미국산사 Crataegus scabrida Sarg.

## 문학에서의 묘사
- 산사나무는 피에르 드 롱사르와 레미 드 구르몽과 같은 시인들의 작품에서 주제로 쓰였다.
- 산사나무는 마르셀 프루스트의 <잃어버린 시간을 찾아서>의 주요 소재로 쓰였다.

## 사진과 그림

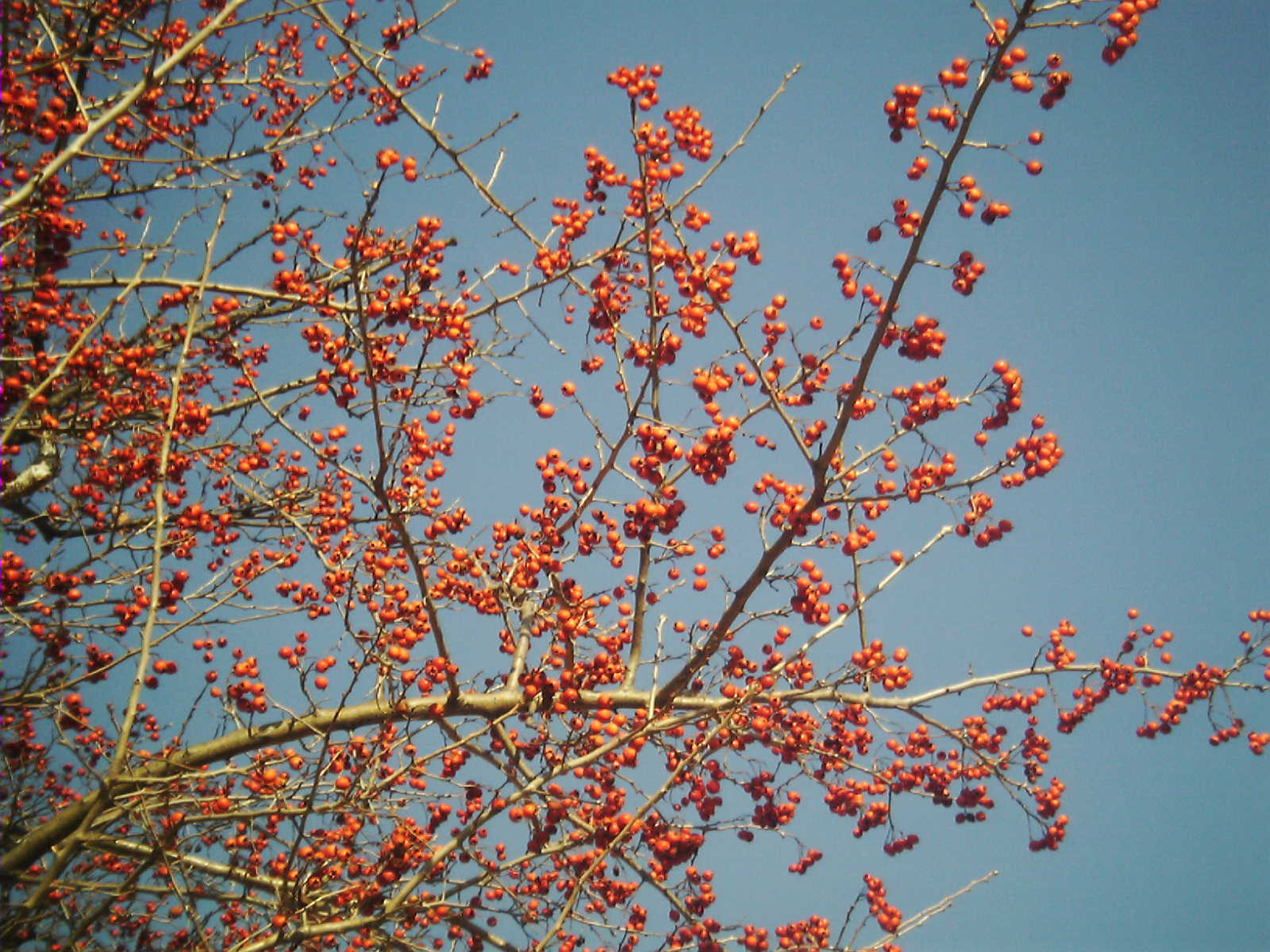
산사나무의 열매.
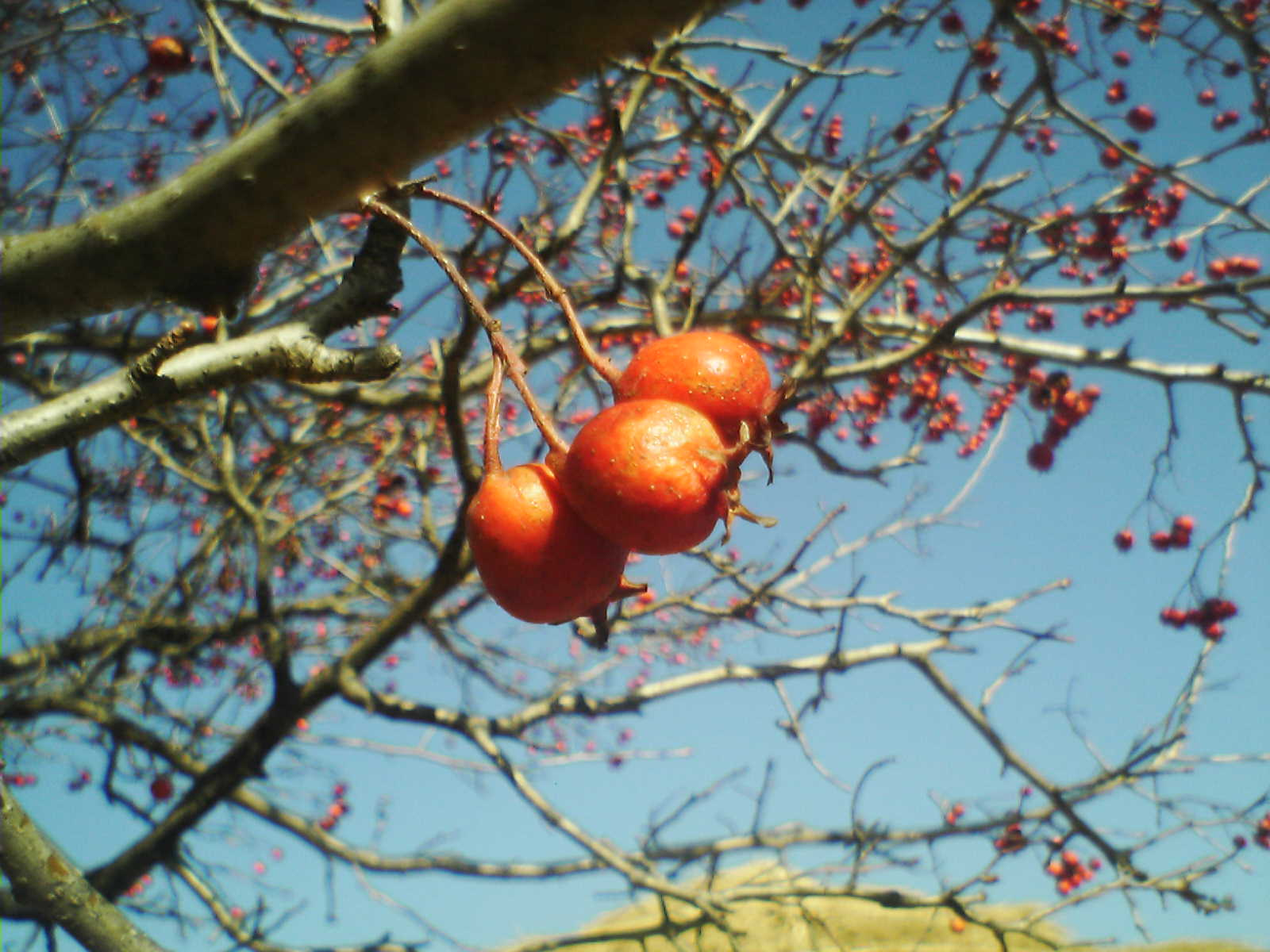
산사나무의 열매.
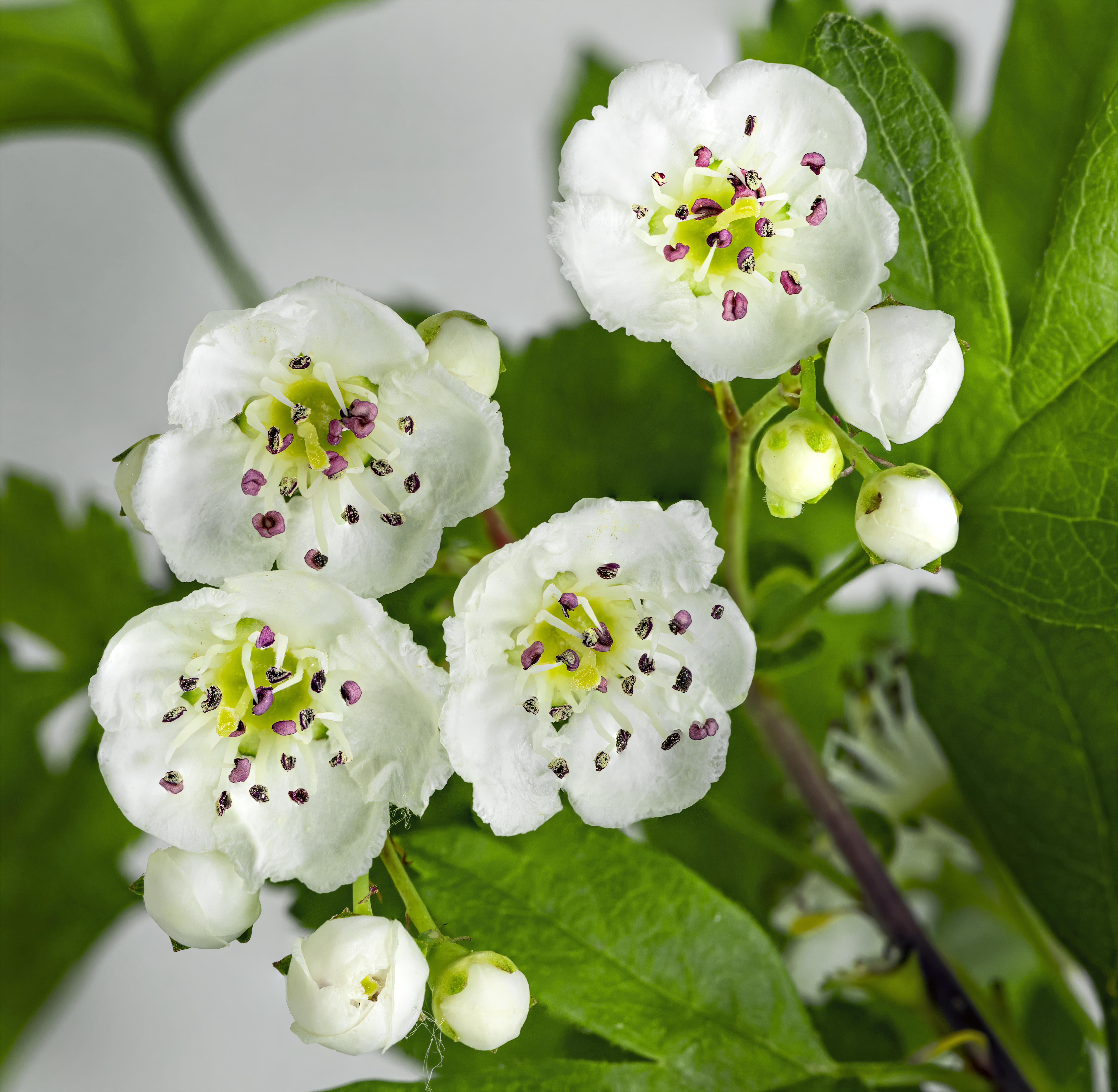
Crataegus monogyna의 꽃.
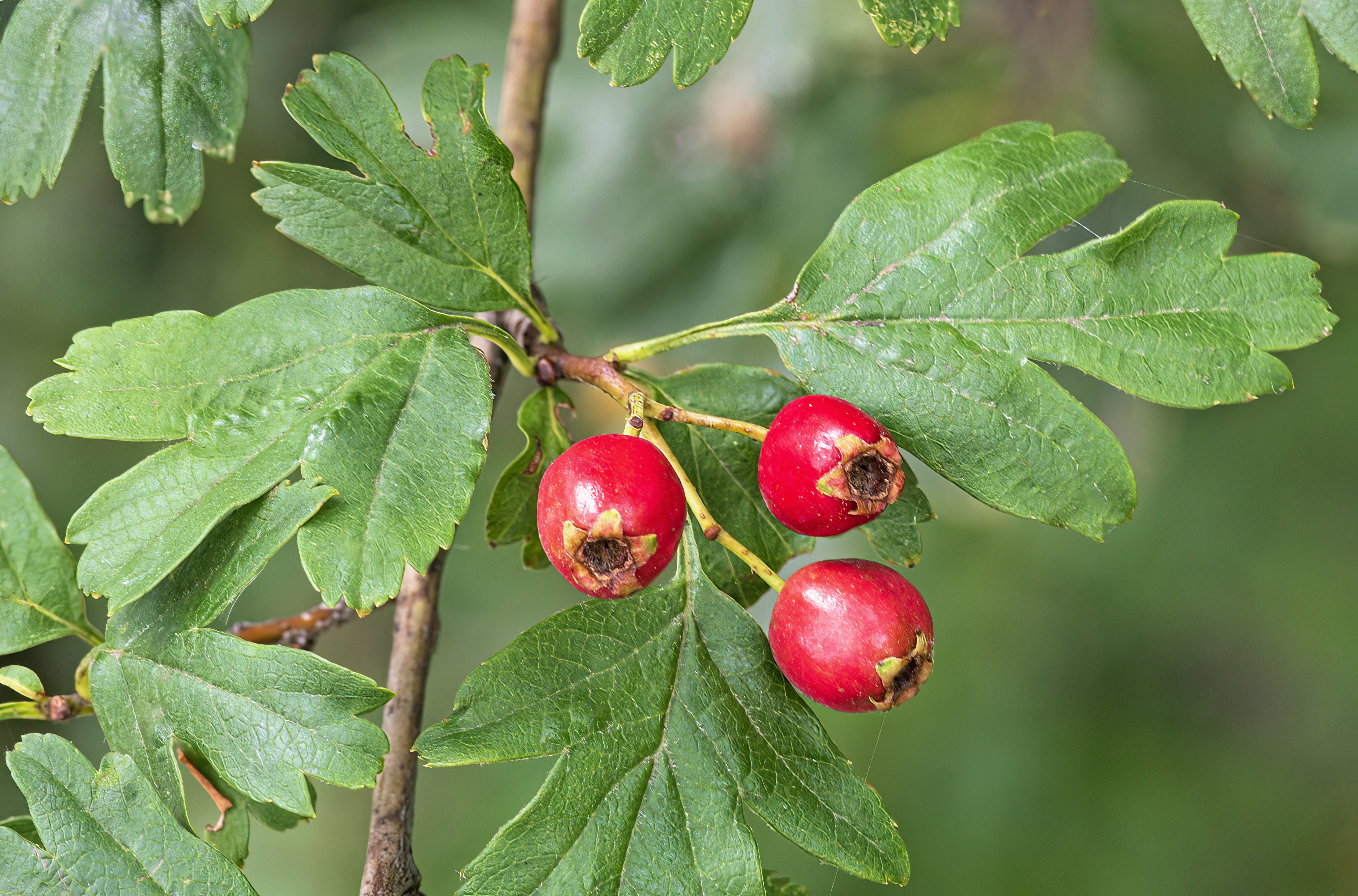
Crataegus monogyna의 열매.
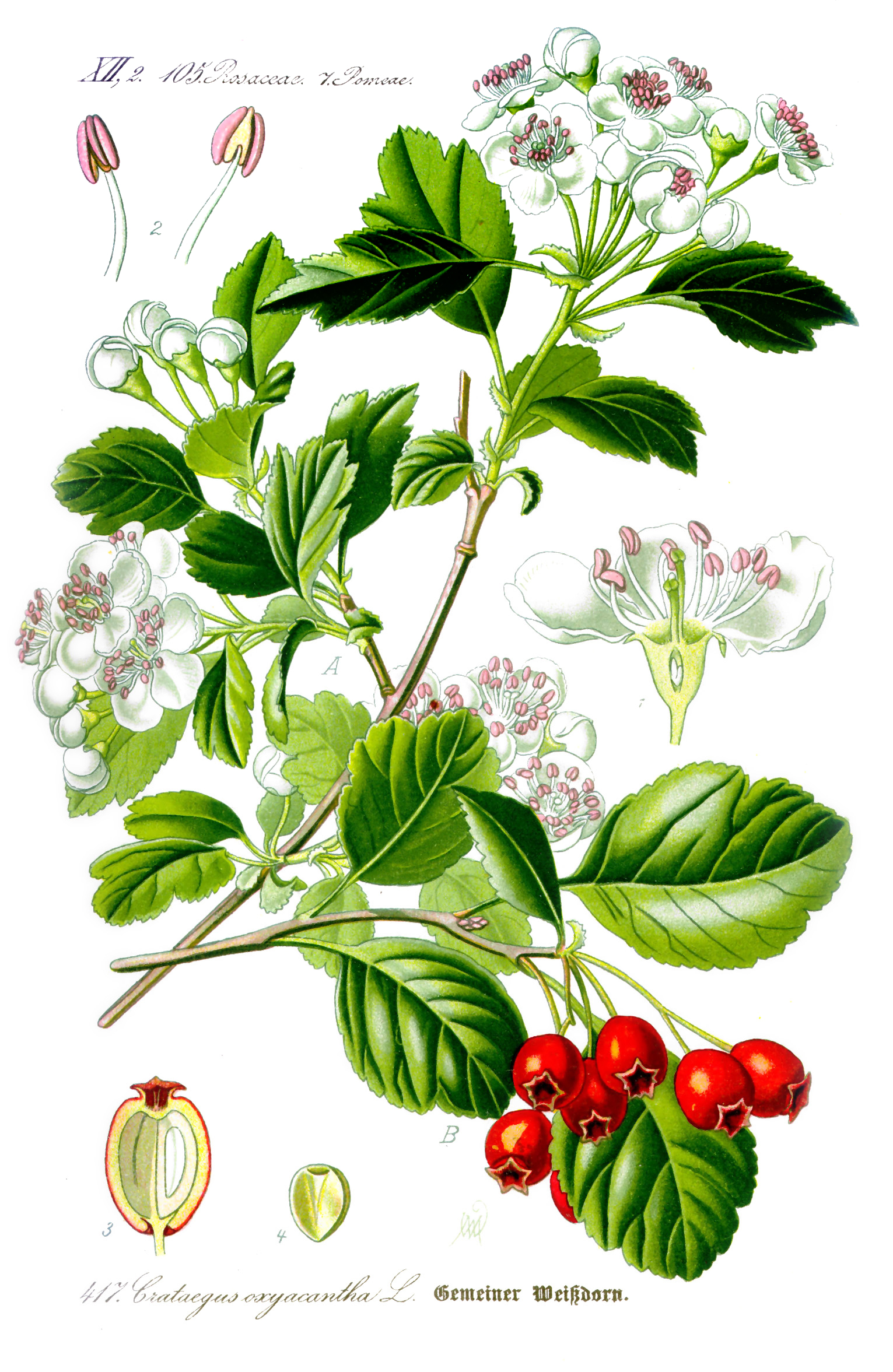
Crataegus laevigata.